# Absalom (syn Dawida)
Absalom (hebr. אַבְשָׁלוֹם Avšalom, ur. po 1010 p.n.e. w Hebronie, zm. przed 970 p.n.e. w „Lesie Efraima”) – postać biblijna, syn izraelskiego króla Dawida. W odwecie za gwałt na jego rodzonej siostrze zamordował swojego przyrodniego brata Amnona. Po kilku latach wygnania uzyskał łaskę ojca. Później zbuntował się przeciw niemu, w Hebronie ogłosił się królem i zajął Jerozolimę. Wojska Dawida pokonały armię Absaloma w lesie Efraima. Po porażce uciekający na mule Absalom zaczepił swoimi długimi włosami o gałęzie dębu. Tak wiszącego zastał go dowódca wojsk Dawida, Joab, który – wbrew rozkazom królewskim – zabił Absaloma.

## Wywód przodków
| 4. Jesse              |  |          |  |  |            |
|                       |  | 2. Dawid |  |  |            |
| 5. NN                 |  |          |  |  |            |
|                       |  |          |  |  | 1. Absalom |
| 6. Talmaj król Geszur |  |          |  |  |            |
|                       |  | 3. Maaka |  |  |            |
| 7. NN                 |  |          |  |  |            |
|                       |  |          |  |  |            |

## Pochodzenie i data urodzenia
Był trzecim synem Dawida, króla Izraela; jego matką była Maaka, córka Talmaja, króla Geszur. Urodził się w Hebronie. Data urodzin Absaloma nie jest znana – zamyka się ona w siedmioletnim okresie, trwającym od śmierci Saula do zdobycia Jerozolimy przez Dawida.
Śmierć Saula zazwyczaj datuje się na ok. 1010 p.n.e., co oznaczałoby, że Absalom przyszedł na świat między 1010 a 1003 p.n.e. Chronologia wydarzeń biblijnych z okresu panowania królów izraelskich wciąż budzi liczne dyskusje, a daty panowania Saula i Dawida (a co za tym idzie i określenie narodzin Absaloma) pozostają – mimo popularności w literaturze przedmiotu – w znacznej mierze hipotetyczne.

## Konflikt z Amnonem i jego skutki
Amnon, najstarszy przyrodni brat Absaloma, zgwałcił jego rodzoną siostrę – Tamar. Dawid, kierowany miłością do pierworodnego syna, nie wymierzył żadnej kary Amnonowi. Dwa lata później Absalom urządził strzyżenie owiec w Baal-Chasor i zaprosił wszystkich swoich braci. W czasie wyprawionej z tej okazji uczty Absalom kazał swoim sługom zamordować Amnona. Rozeszła się nawet pogłoska, że Absalom wymordował wszystkich swoich braci; w rzeczywistości po zabójstwie Amnona pozostali bracia uciekli, z kolei sam Absalom zbiegł do swojego dziadka – Talmaja, króla Geszur.
Absalom przebywał na dworze Talmaja przez trzy lata. Później – dzięki staraniom Joaba – uzyskał zgodę na powrót do Jerozolimy. Nie miał jednak wstępu na dwór królewski. Po dwóch latach i ten zakaz został zdjęty przez Dawida.

## Bunt przeciw ojcu
Absalom rozpoczął przygotowania do buntu. Po upływie kolejnych czterech lat uzyskał zgodę Dawida na podróż do Hebronu, gdzie miał złożyć ofiarę Jahwe. Na miejscu Absalom został obwołany przez swoich zwolenników królem. Szybko ściągnął tam Achitofela z Gilo, jednego z najmądrzejszych doradców Dawida.
Zagrożony Dawid zdecydował się na opuszczenie Jerozolimy. Towarzyszyli mu głównie cudzoziemscy najemnicy: Keretytowie (prawdopodobnie Kreteńczycy) i Peletyci (Filistyni). Nakazał pozostawić w mieście Arkę Przymierza. Wysłał także do stolicy w charakterze szpiega jednego ze swoich doradców – Chuszaja Arkijczyka. Sam ze swoimi ludźmi podążył do Machanaim (obecne Khirbet Mahneh).

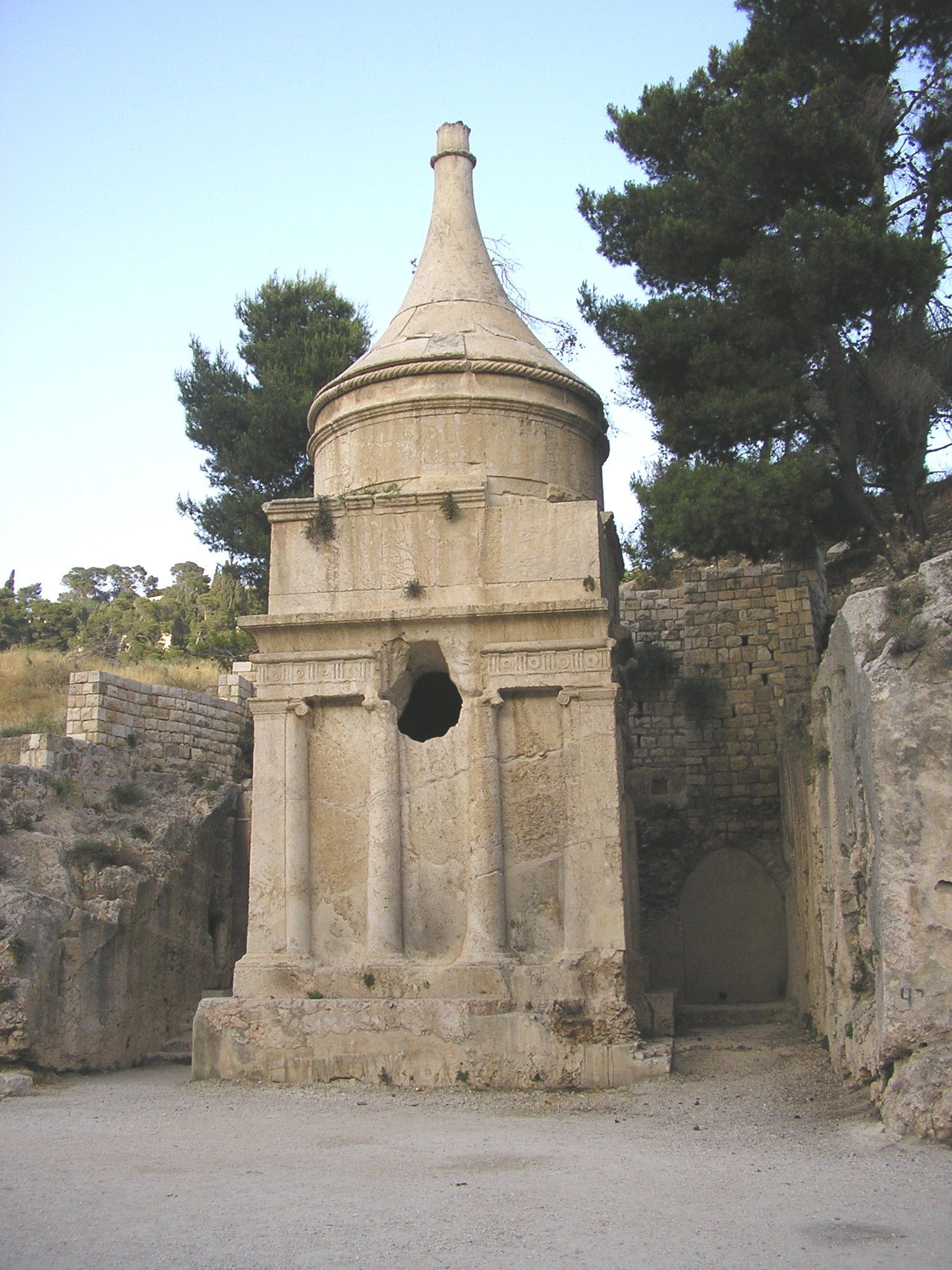
Grób Absaloma (Yad Avshalom)

Po przybyciu do Jerozolimy Absalom przejął harem swojego ojca, legitymując w ten sposób – zgodnie z ówczesnymi zwyczajami – swoje prawa do tronu. Jeśli chodzi o walkę z Dawidem, Achitofel jedyną szansę na sukces upatrywał w natychmiastowym uderzeniu, zanim król zbierze swoich stronników. Z kolei Chuszaj przestrzegał przed szybką rozprawą z Dawidem i doradzał zebranie wcześniej jak największej ilości wojska. Absalom zdecydował się na plan Chuszaja, w rzeczywistości ukrytego stronnika Dawida. W ten sposób dał szansę ojcu na zebranie szyków. Rozgoryczony Achitofel, świadomy przyszłej klęski Absaloma, powrócił do Gilo, gdzie się powiesił.
Absalom zebrawszy wojska przeprawił się przez Jordan. Naczelnym wodzem ustanowił swojego krewnego Amasę.
Do decydującego starcia doszło w lesie Efraima. Dawid podzielił wojsko na trzy części: pierwszą dowodził Joab, drugą Abiszaj, a trzecią Ittaj z Gat. Nakazał również wojsku łagodne postępowanie z Absalomem.
Zwycięstwo odniosły siły Dawida. Druga Księga Samuela podaje, że poległo dwadzieścia tysięcy ludzi. Sam Absalom przeżył. Jechał na mule, który zapuścił się pod konary wielkiego dębu. Absalom zaczepił swoimi długimi włosami o dąb i zawisł – zaś zwierzę pognało dalej. Tak wiszącego zastali go słudzy Joaba. Ten ostatni osobiście wbił w królewskiego syna trzy oszczepy. Absaloma dobiło dziesięciu giermków Joaba.
Ciało Absaloma zostało wrzucone do głębokiego dołu w lesie, a następnie przywalone wielkim stosem kamieni.
Wieść o śmierci Absaloma bardzo zasmuciła Dawida. Spotkało się to z wyrzutami Joaba, że rozpacza z powodu buntownika. Tymczasem Izraelici zaczęli zastanawiać się nad oddaniem władzy z powrotem w ręce Dawida. Ten przez swoich posłańców – kapłanów Sadoka i Abiatara – przekonał lud, aby przywrócić mu rządy. Decydujące okazało się zjednanie Amasy, wodza wojsk Absaloma – miał on zająć miejsce Joaba jako wódz wojsk Dawida.

## Wygląd zewnętrzny
Jak podaje Druga Księga Samuela:
W całym Izraelu nie było człowieka tak pięknego jak Absalom. O nim wygłaszano pochwały: „Od stóp do głów nie było na nim skazy. Kiedy strzygł swoją głowę – a strzygł ją zwykle co roku, bo było mu zbyt ciężko i musiał się strzyc – włosy jego głowy ważyły dwieście syklów według królewskiej wagi”.

## Potomstwo
Absalom miał trzech synów i jedną córkę imieniem Tamar. Synowie jednak zapewne zmarli przed ojcem.
Roboam, król Judy, bratanek Absaloma, był żonaty z Maaką – w jednym miejscu nazwaną córką Absaloma, w innym zaś córką Uriela z Gibea. Przypuszcza się, że Maaka była wnuczką Absaloma – oznaczałoby, że Tamar została żoną Uriela z Gibea.

## Absalom w tradycji żydowskiej
Hagada twierdzi, że śmierć Absaloma była karą za jego fałszywą dumę (z powodu wspaniałych włosów odziedziczonych po Adamie) i za sprzeniewierzenie się ojcu. Nie ma dla niego miejsca w przyszłym świecie, jednak ze względu na żal ojca ominęły go w piekle najgorsze kary.
Z imieniem tego syna Dawida wiąże się znajdujący się w dolinie Cedronu w Jerozolimie tzw. grób Absaloma (Yad Avshalom). W rzeczywistości jest to część większego zespołu grobowego, pochodzącego z I wieku p.n.e. Przez stulecia mieszkańcy Jerozolimy pokazywali ten grobowiec, przypominając, jak kończą synowie sprzeciwiający się ojcom.

## Absalom w literaturze
Absalom został przedstawiony m.in. w:
- dramacie The Love of King David and Bathsabe George'a Peelego (1599),
- utworze Absalom and Achitophel Johna Drydena (1681),
- powieści Des Israelischen Printzens Absaloms und seiner Prinzessin Schwester Thamar Staats-, Lebens- und Heldengeschochte Georga Christiana Lehmsa (1710),
- sztuce Bunt Absalona. Dramat w 10 odsłonach Stanisława Miłaszewskiego (1937),
- utworze Buntownik i król I. Aliraza (1968).

Losy Absaloma stały się kanwą powieści Williama Faulknera zatytułowanej Absalomie, Absalomie... (1936). Henry Sutpen, bohater powieści, podobnie jak syn Dawida zabił swojego przyrodniego brata Bona, ponieważ ten zbliżył się do siostry Judyty (król Dawid rozpaczał po śmierci Absaloma słowami: „Synu mój, Absalomie! Absalomie, synu mój, synu mój! Obym ja umarł zamiast ciebie!”)

## Absalom w ikonografii

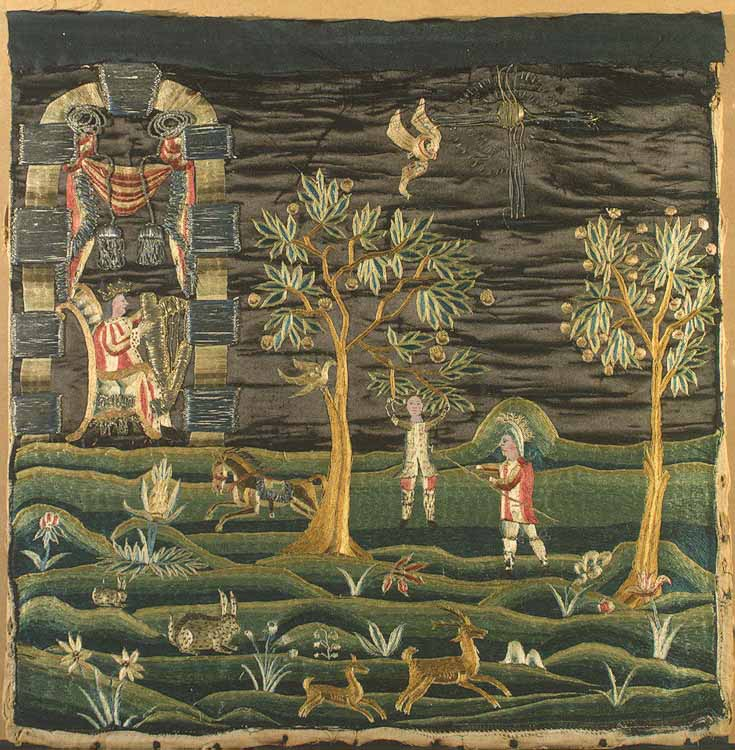
Powieszenie Absaloma autorstwa Faitha Robinsona Trumbulla (1718-1780)

Wśród przedstawień ikonograficznych tego syna Dawida znajdują się:
- cykl związany z Dawidem w kościele św. Jana w Müstair (ok. 800),
- Biblia z S. Isidoro (ok. 960),
- Biblia z Winchester (XII w.),
- kapitele z Vézelay (ok. 1130) – przedstawiają zamordowanie Amnona i śmierć Absaloma,
- jedna ze scen z Biblii ubogich na witrażu w Kościele Mariackim w Krakowie (ok. 1370),
- obraz Pojednanie Dawida z Absalomem Pietera Lastmana,
- obraz Pojednanie Dawida z Absalomem Rembrandta (1642),
- obraz Uczta Absaloma Mattiego Pretiego (ok. 1656-1659) – przedstawia ucztę, podczas której Absalom zabił Amnona,
- obraz Absalom Alberta Weisgerbera (1914) – interpretuje śmierć izraelskiego królewicza, którego długie włosy zostały wplątane w gałęzie, jako los człowieka uwikłanego we własne namiętności.

## Absalom w filmie
W ekranizacjach losów króla Dawida pojawia się też Absalom w którego wcielali się:
- Nelson Modling w filmie The Story of David w reżyserii Davida Lowella Richa i Alexa Segala (1976),
- Jean-Marc Barr w filmie Król Dawid w reżyserii Bruce'a Beresforda (1985),
- Dominic Rowan w filmie Dawid w reżyserii Roberta Markowitza (1997).